# Pallavolo Modena 2012-2013
Questa voce raccoglie le informazioni riguardanti la Pallavolo Modena nelle competizioni ufficiali della stagione 2012-2013.

## Stagione
La stagione 2012-13 è per la Pallavolo Modena, sponsorizzata da Casa Modena, la quarantacinquesima nel massimo campionato italiano; la rosa della squadra viene quasi del tutto rivoluzionata, a partire dalla panchina, con l'arrivo dell'allenatore Angelo Lorenzetti: le partenze di colonne come Ángel Dennis, Mikko Esko e Cristian Casoli, oltre ad arrivi più recenti come Matthew Anderson e Matteo Martino, vengono rimpiazzati dagli acquisti del giovane palleggiatore Michele Baranowicz e degli attaccanti Sam Deroo, Guillaume Quesque, Celitāns e Marco Molteni, quest'ultimo poi ritiratosi a metà annata.
Dopo la prima vittoria in campionato nella prima giornata, seguono due sconfitte contro il Callipo Sport e la Trentino Volley; un'affermazione in casa contro la New Mater Volley di Castellana Grotte, è seguita però da due sconfitte: quattro vittorie consecutive portano la società emiliana a chiudere il girone di andata al sesto posto in classifica, ottenendo la qualificazione per la Coppa Italia. Il girone di ritorno si apre con altre tre vittorie (tra andata e ritorno sono un totale di sette vittorie consecutive), che spingono il club nelle zone alte della classifica: tuttavia diverse sconfitte fanno concludere alla Pallavolo Modena la regular season al quinto posto. Il risultato ottenuto consente di partecipare ai play-off scudetto, accendendo direttamente ai quarti di finale, ma come da regolamento, essendo la peggior classificata rispetto all'avversaria, ossia il Piemonte Volley, parte con una gara di svantaggio: la formazione di Cuneo, vince le due gare successive, estromettendo il club modenese dalla corsa allo scudetto.
Il quinto posto al termine del girone d'andata permette alla Pallavolo Modena di incontrare nei quarti di finale di Coppa Italia la Pallavolo Piacenza, che viene battuta in casa per 3-2, consentendo ai romagnoli di qualificarsi per la final-four di Assago: in semifinale la sfida è contro l'Associazione Sportiva Volley Lube di Macerata, la quale vince per 3-1, eliminando il club giallo-blu.

## Organigramma societario
Area direttiva
- Presidente: Gianpietro Peia
- Direttore generale: Bruno Da Re
- Amministrazione: Federica Franchini

Area organizzativa
- Team manager: Stefano Reggiani
- Segreteria generale: Luca Rigolon

Area tecnica
- Allenatore: Angelo Lorenzetti
- Allenatore in seconda: Lorenzo Tubertini
- Scout man: Francesco Vecchi
- Responsabile settore giovanile: Elena Baschieri, Giulio Salvioli
- Assistente allenatori: Fabio Donadio
- Aiuto scout man: Luigi Paris

Area comunicazione
- Responsabile comunicazioni: Filippo Marelli
- Responsabile palasport: Piergiorgio Turrini

Area marketing
- Ufficio marketing: Valentina Buttini

Area sanitaria
- Staff medico: Alessandro Cristano, Ennio Gallo, Luigi Tarallo
- Preparatore atletico: Alessandro Guazzaloca
- Fisioterapista: Massimo Forlani, Giovanni Poggioli

## Rosa
| N° | Nome               | Ruolo | Data di nascita   | Nazionalità sportiva |
| -- | ------------------ | ----- | ----------------- | -------------------- |
| 1  | Loris Manià        | L     | 27 gennaio 1979   | Italia               |
| 2  | Luca Catellani     | L     | 24 febbraio 1991  | Italia               |
| 3  | Andrea Sala        | C     | 27 dicembre 1978  | Italia               |
| 5  | Fabio Donadio      | S     | 30 aprile 1988    | Italia               |
| 6  | Sam Deroo          | S     | 24 aprile 1992    | Belgio               |
| 7  | Guillaume Quesque  | S     | 29 aprile 1989    | Francia              |
| 8  | Gundars Celitāns   | S/O   | 14 giugno 1985    | Lettonia             |
| 9  | Dick Kooy          | S     | 3 dicembre 1987   | Paesi Bassi          |
| 11 | Alberto Casadei    | S/O   | 15 settembre 1984 | Italia               |
| 12 | Jakub Veselý       | C     | 2 settembre 1986  | Rep. Ceca            |
| 14 | Marco Molteni      | S     | 3 settembre 1976  | Italia               |
| 15 | Riccardo Pinelli   | P     | 17 febbraio 1991  | Italia               |
| 16 | Uroš Kovačević     | S     | 6 maggio 1993     | Serbia               |
| 17 | Michele Baranowicz | P     | 5 agosto 1989     | Italia               |
| 18 | Marco Piscopo      | C     | 18 luglio 1983    | Italia               |

## Mercato
| Acquisti | Acquisti           | Acquisti    | Acquisti   |
| R.       | Nome               | da          | Modalità   |
| -------- | ------------------ | ----------- | ---------- |
| P        | Michele Baranowicz | Piemonte    | definitivo |
| S/O      | Gundars Celitāns   | Halkbank    | definitivo |
| S/O      | Alberto Casadei    | Cavriago    | definitivo |
| S        | Sam Deroo          | Roeselare   | definitivo |
| S        | Fabio Donadio      | Correggio   | definitivo |
| S        | Uroš Kovačević     | ACH Volley  | definitivo |
| S        | Marco Molteni      | Gabeca      | definitivo |
| P        | Riccardo Pinelli   | Segrate     | definitivo |
| S        | Guillaume Quesque  | Montpellier | definitivo |
| C        | Jakub Veselý       | Piemonte    | definitivo |

| Cessioni | Cessioni          | Cessioni           | Cessioni      |
| R.       | Nome              | a                  | Modalità      |
| -------- | ----------------- | ------------------ | ------------- |
| S        | Matthew Anderson  | Zenit-Kazan        | definitivo    |
| S/O      | Giacomo Bellei    | Robur Angelo Costa | definitivo    |
| P        | Bertrand Carletti | ?                  | definitivo    |
| S        | Cristian Casoli   | New Mater          | definitivo    |
| S/O      | Ángel Dennis      | Bolívar            | definitivo    |
| P        | Mikko Esko        | Gubernija          | definitivo    |
| C        | Viktor Josifov    | New Mater          | definitivo    |
| C        | Łukasz Kadziewicz | Šachcër Salihorsk  | definitivo    |
| S        | Dick Kooy         | Lube               | prestito      |
| S        | Matteo Martino    | Lube               | fine prestito |
| S        | Marco Molteni     | -                  | ritirato      |

## Risultati

### Serie A1

#### Girone di andata
| 1ª giornata - 7 ottobre 2012 PalaPanini, Modena            | Modena             | 3 - 0 | BluVolley Verona   | 25-20, 25-19, 25-19        |
| 2ª giornata - 14 novembre 2012 PalaValentia, Vibo Valentia | Callipo            | 3 - 0 | Modena             | 25-16, 25-19, 25-21        |
| 3ª giornata - 20 ottobre 2012 PalaTrento, Trento           | Trentino           | 3 - 1 | Modena             | 24-26 25-9 25-14 25-18     |
| 4ª giornata - 28 ottobre 2012 PalaPanini, Modena           | Modena             | 3 - 1 | New Mater          | 25-27, 25-19, 25-13, 29-27 |
| 5ª giornata - 3 novembre 2012 PalaBanca, Piacenza          | Piacenza           | 3 - 1 | Modena             | 27-29, 25-23, 25-19, 25-23 |
| 6ª giornata - 11 novembre 2012 PalaPanini, Modena          | Modena             | 1 - 3 | Robur Angelo Costa | 22-25, 23-25, 25-20, 23-25 |
| 7ª giornata - 18 novembre 2012 PalaEvangelisti, Perugia    | Sir Safety Perugia | 3 - 1 | Modena             | 25-21, 25-22, 25-20        |
| 8ª giornata - 25 novembre 2012 PalaPanini, Modena          | Modena             | 3 - 0 | Piemonte           | 26-24, 25-21, 25-19        |
| 9ª giornata - 2 dicembre 2012 PalaFontescodella, Macerata  | Lube               | 1 - 3 | Modena             | 19-25, 25-20, 18-25, 23-25 |
| 10ª giornata - 8 dicembre 2012 PalaKemon, San Giustino     | Altotevere         | 1 - 3 | Modena             | 19-25, 25-23, 19-25, 19-25 |
| 11ª giornata - 16 dicembre 2012 PalaPanini, Modena         | Modena             | 3 - 1 | Top Volley Latina  | 25-22, 20-25, 26-24, 25-18 |

#### Girone di ritorno
| 12ª giornata - 22 dicembre 2012 PalaOlimpia, Verona          | BluVolley Verona   | 1 - 3 | Modena             | 21-25, 19-25, 25-22, 25-27 |
| 13ª giornata - 5 gennaio 2013 PalaPanini, Modena             | Modena             | 3 - 1 | Callipo            | 25-15, 21-25, 25-23, 25-21 |
| 14ª giornata - 12 gennaio 2013 PalaPanini, Modena            | Modena             | 3 - 1 | Trentino           | 26-24, 21-25, 25-19, 26-24 |
| 15ª giornata - 19 gennaio 2013 PalaGrotte, Castellana Grotte | New Mater          | 3 - 1 | Modena             | 27-25, 23-25, 28-26, 25-20 |
| 16ª giornata - 27 gennaio 2013 PalaPanini, Modena            | Modena             | 1 - 3 | Piacenza           | 25-12, 15-25, 22-25, 20-25 |
| 17ª giornata - 3 febbraio 2013 PalaDeAndrè, Ravenna          | Robur Angelo Costa | 0 - 3 | Modena             | 19-25, 18-25, 22-25        |
| 18ª giornata - 9 febbraio 2013 PalaPanini, Modena            | Modena             | 1 - 3 | Sir Safety Perugia | 19-25, 25-17, 21-25, 15-25 |
| 19ª giornata - 17 febbraio 2013 PalaBreBanca, Cuneo          | Piemonte           | 3 - 1 | Modena             | 25-22, 14-25, 25-22, 25-23 |
| 20ª giornata - 24 febbraio 2013 PalaPanini, Modena           | Modena             | 3 - 1 | Lube               | 25-21, 25-27, 25-18, 25-20 |
| 21ª giornata - 3 marzo 2013 PalaPanini, Modena               | Modena             | 3 - 0 | Altotevere         | 25-15, 25-20, 25-20        |
| 22ª giornata - 10 marzo 2013 PalaBianchini, Latina           | Top Volley Latina  | 3 - 0 | Modena             | 25-19, 25-20, 25-18        |

#### Play-off scudetto
| Quarti di finale (gara 2) - 27 marzo 2013 PalaPanini, Modena   | Modena   | 2 - 3 | Piemonte | 25-23, 19-25, 25-19, 15-25, 13-15 |
| Quarti di finale (gara 3) - 1º aprile 2013 PalaBreBanca, Cuneo | Piemonte | 3 - 2 | Modena   | 21-25, 22-25, 25-20, 25-16, 14-13 |

### Coppa Italia

#### Fase ad eliminazione diretta
| Quarti di finale - 26 dicembre 2012 PalaBanca, Piacenza | Piacenza | 2 - 3 | Modena | 25-22, 25-22, 18-25, 18-25, 6-15 |
| Semifinali - 29 dicembre 2012 Mediolanum Forum, Assago  | Lube     | 3 - 1 | Modena | 22-25, 25-23, 25-19, 25-19       |

## Statistiche

### Statistiche di squadra
| Competizione | Punti | In casa | In casa | In casa | In trasferta | In trasferta | In trasferta | Totale | Totale | Totale |
| Competizione | Punti | G       | V       | P       | G            | V            | P            | G      | V      | P      |
| ------------ | ----- | ------- | ------- | ------- | ------------ | ------------ | ------------ | ------ | ------ | ------ |
| Serie A1     | 36    | 12      | 8       | 4       | 12           | 4            | 8            | 24     | 12     | 12     |
| Coppa Italia | -     | -       | -       | -       | 1            | 1            | 0            | 2      | 1      | 1      |
| Totale       | -     | 12      | 8       | 4       | 13           | 5            | 8            | 26     | 13     | 13     |

G = partite giocate; V = partite vinte; P = partite perse

### Statistiche dei giocatori
| Giocatore     | Serie A1 | Serie A1 | Serie A1 | Serie A1 | Serie A1 | Coppa Italia | Coppa Italia | Coppa Italia | Coppa Italia | Coppa Italia | Totale | Totale | Totale | Totale | Totale |
| Giocatore     | P        | PT       | AV       | MV       | BV       | P            | PT           | AV           | MV           | BV           | P      | PT     | AV     | MV     | BV     |
| ------------- | -------- | -------- | -------- | -------- | -------- | ------------ | ------------ | ------------ | ------------ | ------------ | ------ | ------ | ------ | ------ | ------ |
| M. Baranowicz | 24       | 54       | 24       | 13       | 17       | 2            | 3            | 1            | 0            | 2            | 26     | 57     | 25     | 13     | 19     |
| A. Casadei    | 21       | 44       | 38       | 3        | 3        | 2            | 1            | 1            | 0            | 0            | 23     | 45     | 39     | 3      | 3      |
| L. Castellani | 7        | -        | -        | -        | -        | 0            | -            | -            | -            | -            | 7      | -      | -      | -      | -      |
| G. Celitāns   | 24       | 461      | 373      | 48       | 40       | 2            | 35           | 31           | 2            | 2            | 26     | 496    | 404    | 50     | 42     |
| S. Deroo      | 21       | 249      | 203      | 29       | 17       | 2            | 33           | 24           | 5            | 4            | 23     | 282    | 227    | 34     | 21     |
| F. Donadio    | 1        | 1        | 0        | 0        | 1        | -            | -            | -            | -            | -            | 1      | 1      | 0      | 0      | 1      |
| D. Kooy       | 6        | 63       | 56       | 2        | 5        | -            | -            | -            | -            | -            | 6      | 63     | 56     | 2      | 5      |
| U. Kovačević  | 9        | 80       | 71       | 8        | 1        | 2            | 4            | 4            | 0            | 0            | 11     | 84     | 75     | 8      | 1      |
| L. Manià      | 23       | 1        | 1        | -        | -        | 2            | -            | -            | -            | -            | 25     | 1      | 1      | -      | -      |
| M. Molteni    | 9        | 31       | 27       | 2        | 2        | -            | -            | -            | -            | -            | 9      | 31     | 27     | 2      | 2      |
| R. Pinelli    | 14       | 0        | 0        | 0        | 0        | 0            | 0            | 0            | 0            | 0            | 14     | 0      | 0      | 0      | 0      |
| M. Piscopo    | 23       | 69       | 37       | 28       | 4        | 2            | 6            | 4            | 2            | 0            | 25     | 75     | 41     | 30     | 4      |
| G. Quesque    | 23       | 189      | 159      | 22       | 8        | 2            | 20           | 18           | 2            | 0            | 25     | 209    | 177    | 24     | 8      |
| A. Sala       | 22       | 135      | 85       | 43       | 7        | 2            | 19           | 14           | 3            | 2            | 24     | 154    | 99     | 46     | 9      |
| J. Veselý     | 22       | 120      | 86       | 25       | 9        | 2            | 10           | 7            | 3            | 0            | 24     | 130    | 93     | 28     | 9      |

P = presenze; PT = punti totali; AV = attacchi vincenti; MV = muri vincenti; BV = battute vincenti